# Glyphognathus convexus
Glyphognathus convexus är en stekelart som först beskrevs av Vittorio Luigi Delucchi 1953.  Glyphognathus convexus ingår i släktet Glyphognathus, och familjen puppglanssteklar. Arten är reproducerande i Sverige.